# Oxynetra
Oxynetra is een geslacht van vlinders in de familie dikkopjes (Hesperiidae). De wetenschappelijke naam van het geslacht is voor het eerst geldig gepubliceerd in 1862 door Cajetan Freiherr von Felder & Rudolf Felder.
De typesoort is Oxynetra semihyalina Felder & Felder, 1862

## Synoniemen
- Dis Mabille, 1890

## Soorten
- Oxynetra confusa
- Oxynetra hopfferi
- Oxynetra semihyalina
- Oxynetra stangelandi